# Beverley
Beverley es una Market Town Parroquia Civil y County town británica ubicada en el condado de Yorkshire del Este, en Inglaterra. La ciudad es conocida por la Beverley Minster, Beverley Westwood, North Bar (una puerta del siglo XV), Beverley Racecourse y el más antiguo liceo en el país, Beverley Grammar School.
La ciudad fue originalmente conocida como Inderawuda y fue fundada alrededor 700 AD por Saint John of Beverley durante el tiempo del reino Anglo de Northumbria. Después de un periodo de control Vikingo, pasó a la Dinastía Cerdic, un período durante el cual ganó prominencia en términos de importancia religiosa en Gran Bretaña. Con el paso del tiempo continuó creciendo, especialmente en el marco de los normandos cuando se estableció por primera vez su industria del comercio. Un lugar de peregrinaje durante la Edad Media debido a su fundador, Beverley, finalmente, se convirtió en una notable ciudad comercial gracias a la lana. Beverley fue una vez la décima ciudad más grande en Inglaterra, así como una de las más ricas, por su lana, y los peregrinos que acudían a venerar los restos de su fundador el santo, John of Beverley. Después de la Reforma, la importancia regional de Beverley se redujo mucho.
En el siglo XX, Beverley fue el centro administrativo del distrito del gobierno local de Borough of Beverley (1974-1996). Ahora es la capital del condado de East Riding, que se encuentra a 8 millas (13 km) al  noroeste de Hull, 10 millas (16 km) al este de Market Weighton y 12 millas (19 km) al oeste de Hornsea. De acuerdo con el censo del Reino Unido de 2001, la población total de la zona urbana de Beverley era 29,110 - de los cuales 17,549 vivían dentro de los límites históricos de la parroquia. La población de la parroquia se había elevado a 18,624 en el momento del censo del Reino Unido de 2011.
Además de su hipódromo y los mercados, Beverley es conocido en la época actual por acoger diversos festivales de música a lo largo del año, así como festivales de comida. En 2007 Beverley fue nombrado como el mejor lugar para vivir en el Reino Unido en un estudio de "Opulencia Asequible" por el Royal Bank of Scotland.

## Historia

### Northumbria y el periodo Vikingo

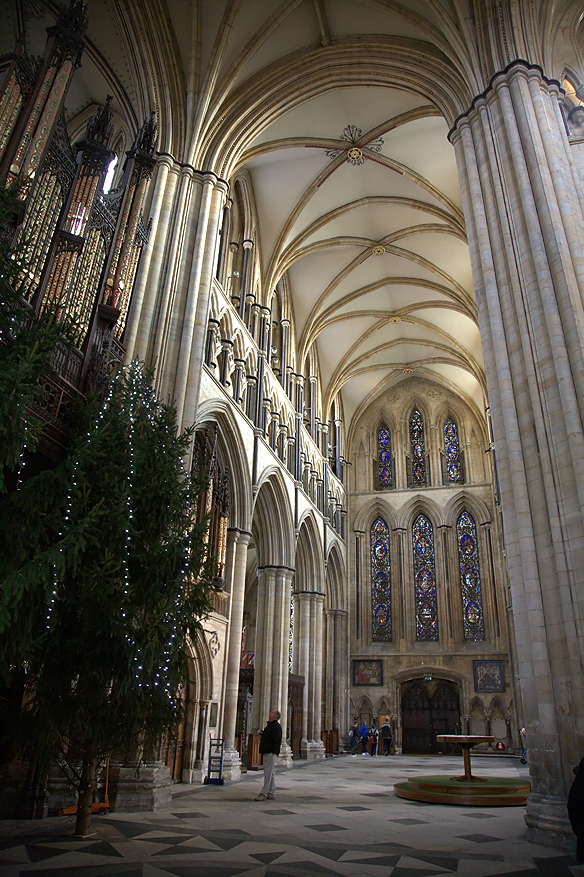
Interior de la iglesia del Beverley Minster, lugar de la fundación de Beverley.

Los orígenes de Beverley se remontan a la época del reino de Anglia de Northumbria en el siglo VII. La primera estructura construida en la zona, todo lo cual en ese momento era conocido como Inderawuda (que significa "en el bosque de los hombres de Deira" ) fue un iglesia cristiana dedicada a San Juan el Evangelista. Esta fue fundada por el obispo de York quién más tarde sería conocido como Juan de Beverley, del que se creía haber realizado milagros durante su vida, y más tarde fue venerado como un santo. Alrededor de la década de 850 el ahora desarrollado monasterio fue abandonado a toda prisa; historiadores presumen que esto fue debido a la invasión de la llamada arribada del gran ejército pagano de vikingos Norse que habían invadido parte de Gran Bretaña, y, establecieron el Reino de Jorvik en el área de Yorkshire. sin embargo, se incrementó la población durante el siglo X, por las personas que acudieron a venerar a san Juan de Beverley.

## Literatura
Beverley es el escenario principal de la trilogía de "Padre Simeón" de Domini Highsmith: "Guardián del Santuario" 1994, "Guardián de la Puerta" 1995 y "Maestro de las Llaves" 1996.

## Personas Notables
- John Fisher (1469–1535), obispo, cardenal, santo, mártir
- John Merbecke (1510–1585), teólogo, músico
- Thomas Percy (1560–1605), Conspiración de la pólvora
- George Collison (1772–1847), académico, teólogo
- William Binnington Boyce (1804–1889) filólogo, clérigo
- Julia Pardoe (1806–1862), poetisa, novelista, historiadora
- Peter Goy (nacido en 1938), futbolista
- Gerry Ingram (nacido en 1947), futbolista
- Dave Phillips (nacido en 1987), Great Britain men's national ice hockey team, Lake Erie Monsters (AHL)
- Jemma McKenzie-Brown (nacido en 1994), Tiara de Oro High School Musical 3: Senior Year
- Mike Score (nacido en 1957), teclista, cantante
- Neil Thompson (nacido en 1963), futbolista
- Anna Maxwell Martin (nacido en 1978), actriz
- Paul Robinson (nacido en 1979), futbolista
- Katie O'Brien (nacido en 1986), jugador de tenis
- Eleanor Tomlinson (nacido en 1992), actriz
- Guy Smith (nacido en 1974), ganador de las 24 Horas de Le Mans del 2003.
- Suhayl Saadi (nacido en 1961), escritor
- Domini Highsmith (1942–2003), autor, poeta
- Alfred Hutton (1839–1910), Oficial de la época victoriana, anticuario y espadachín
- Danny Worsnop (nacido en 1990), vocalista de Asking Alexandria[5]
- Daniel James (nacido en 1997), futbolista

## Ciudades hermanadas
- Beverly, Massachusetts, en los Estados Unidos.
- Lemgo, Renania del Norte-Westfalia, en Alemania.
- Nogent-sur-Oise, Picardía, en Francia.

La ciudad de Takaoka comparte una relación de intercambio cultural con la ciudad de Beverley. Las relaciones con la ciudad de Fukuoka (ahora fusionada con la ciudad de Takaoka) se iniciaron en 1997 gracias a un residente de Beverley interesado en la cría de la carpa que hizo las conexiones con un criador de Koi japonés en Fukuoka. Gracias a esta relación, el grupo "Fukuoka ‘Yoyukai’ Gagaku" han realizado actividades en el Reino Unido y, más recientemente, los estudiantes de secundaria de Takaoka han participado en viajes de intercambio a Yorkshire.